# Amerikanische Flockenblume

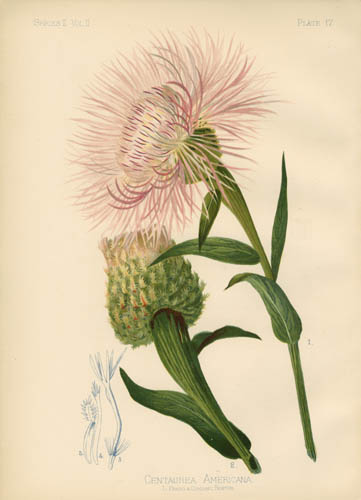
Illustration von Plectocephalus americanus

Die Amerikanische Flockenblume (Plectocephalus americanus, Syn.: Centaurea americana Nutt.) ist eine Pflanzenart aus der Gattung der Plectocephalus in der Familie der Korbblütler (Asteraceae).

## Merkmale
Die Amerikanische Flockenblume ist eine einjährige Pflanze, die Wuchshöhen von 30 bis 200 Zentimeter erreicht. Der aufrechte Stängel ist einfach oder wenig verzweigt. Die wechselständigen und sitzenden oder geflügelt-gestielten Laubblätter sind, kahl oder rau, drüsig punktiert, schmal eiförmig bis lanzettlich und 8 bis 20 Zentimeter lang. Die oberen Blätter sind ganzrandig, die unteren gezähnt.
Die breit halbkugelige Blütenkorbhülle weist einen Durchmesser von 3 bis 5 Zentimeter auf. Die Hüllblattanhängsel sind strohfarbig, nicht herauslaufend und kammförmig fiederteilig mit ungefähr 15 Abschnitten. Der körbchenförmige Blütenstand weist einen Durchmesser von meist 4 bis 8 (3 bis 10) Zentimeter auf. Die Röhrenblüten sind rosa- oder purpurfarben, selten auch weiß. Am Rand sind die Röhrenblüten ungeschlechtig, steril, zygomorph und etwas vergrößert, 35 bis 50 mm lang. Die inneren Röhrenblüten sind zwittrig, fertil, radiärsymmetrisch, meist heller und 20 bis 25 mm lang.
Die Blütezeit reicht in Mitteleuropa von Juli bis August, sonst schon ab Februar.
Die grau-braunen bis schwarzen Achänen sind 4 bis 5 mm groß, unbehaart oder mit weißen Haaren nahe ihrer Basis. Der Pappus besteht aus steifen, ungleichen, 6 bis 14 mm langen Borsten.
Die Chromosomenzahl beträgt 2n = 26.

## Vorkommen
Die Amerikanische Flockenblume kommt im warmen zentralen Nordamerika vom nordöstlichen Mexiko (Chihuahua, Coahuila, Nuevo León, San Luis Potosí, Tamaulipas) bis in folgende Bundesstaaten der USA: Arizona, Arizona, Oklahoma, Texas, Missouri und Louisiana vor. Sie gedeiht in Prärien, Grasländern, Feldern, offenen Wäldern und an gestörten Standorten in Höhenlagen von 0 bis 2100 Meter. Diese Art neigt zum verwildern (Invasive Pflanze).

## Nutzung
Die Amerikanische Flockenblume wird selten als Zierpflanze für Sommerrabatten und als Schnittblume genutzt. Sie ist seit spätestens 1824 in Kultur. Es gibt einige Sorten deren Blüten dunkelpurpurn oder weiß sind.